# Niderhorn
Niderhorn är en bergstopp i Schweiz.   Den ligger i distriktet Obersimmental-Saanen och kantonen Bern, i den centrala delen av landet, 40 km söder om huvudstaden Bern. Toppen på Niderhorn är 2 078 meter över havet, eller 233 meter över den omgivande terrängen. Bredden vid basen är 4,7 km.
Terrängen runt Niderhorn är bergig åt nordost, men åt sydväst är den kuperad. Närmaste större samhälle är Adelboden, 15,0 km sydost om Niderhorn. 
Trakten runt Niderhorn består i huvudsak av gräsmarker. Runt Niderhorn är det ganska glesbefolkat, med 31 invånare per kvadratkilometer.